# John A. Leslie
John Andrew Leslie, né le 2 août 1940, est un philosophe canadien. Il a étudié à Wadham College à l'Université d'Oxford.